# Sneekweek 2011
De Sneekweek 2011 was de 76ste editie van dit zeilevenement en vond plaats van vrijdag 5 augustus tot en met donderdag 11 augustus 2011.

## Problemen door weersomstandigheden
De Sneekweek 2011 had te maken met zwaar weer. De wedstrijden op zondag moesten, met uitzondering van 8 klassen, worden uitgesteld naar maandag. De inhaalronde op maandag werd echter ook na 12 van de 39 starts afgelast. Dinsdag werd ook alle wedstrijden afgelast in verband met de krachtige wind. Op Hardzeildag kon in 26 klassen de race worden afgewerkt.
Volgens velen was deze Sneekweek de natste ooit. De omzet van de Sneker horeca viel door het slechte weer ruim een kwart lager uit.

## Zeilwedstrijden
De organisatie van de zeilwedstrijden op het Sneekermeer was in handen van de Koninklijke Watersportvereniging Sneek. Aan deze editie van de Sneekweek deden 908 schepen mee. Dit aantal was lager dan in 2010, mede doordat tegelijkertijd het Wereldkampioenschap Splash in Tsjechië plaatsvond. Nieuw dit jaar was de wedstrijdklasse Wayfarer, welke met 15 boten vertegenwoordigd was.

### Winnaars Sneekweek 2011
| ZT | Klasse               | Zeilnummer | Bemanning                                          | Woonplaats             | Land                |
| -- | -------------------- | ---------- | -------------------------------------------------- | ---------------------- | ------------------- |
|    | 12-Voetsjol          | 824        | Pieter Bleeker, Geja van Ommen                     | Groningen              | Nederland           |
|    | 16 M2 Gold           | 3550       | Jaap Jongsma, Hieko Seinen                         | Lemmer                 | Nederland           |
|    | 16 M2 Silver         | 4362       | K. Stam, M. Stam                                   | Lemmer                 | Nederland           |
|    | 2.4                  | 11         | Richard van Rij                                    | Oostende               | België              |
|    | 22 M2                | 10         | Pieter Kremer, Thijs Kremer, David Agterbos        | Zuidwolde              | Nederland           |
|    | 30 M2                | 36         | Siep-Jan Wiersma, Gerard Pol, Sybo Smeding         | Hempens                | Nederland           |
|    | Efsix                | 2018       | Jan Ligthart, Mathijs Ligthart                     | Ede                    | Nederland           |
|    | Finn-jol             | 844        | Gert van der Heijden                               | Hilversum              | Nederland           |
|    | Flash                | 2198       | Joost Kooren                                       | Krimpen aan den IJssel | Nederland           |
|    | Flits A              | 1103       | Eric-Jan Westerhof, Dion Talsma                    | Sneek                  | Nederland           |
|    | Flits B              | 842        | Charlotte Eveleens, Hester Jasper                  | Sneek                  | Nederland           |
|    | Flits C              | 852        | Jurgen Roman, Linze Adringa                        | Sneek                  | Nederland           |
|    | G2                   | 37         | Bob Driessen, Dick Everwijn                        | Overveen               | Nederland           |
|    | Lark                 | 142        | Harry Gierveld                                     | Aadorp                 | Nederland           |
|    | Laser                | 193545     | Sierk Jan ter Haar                                 | Medemblik              | Nederland           |
|    | Laser 4.7            | 199884     | P.P. Plevier                                       | Lelystad               | Nederland           |
|    | Laser Master         | 180996     | Jan Makkinga                                       | Heerenveen             | Nederland           |
|    | Laser Master Radiaal | 180602     | Henk Wittenberg                                    | Oostzaan               | Nederland           |
|    | Laser Radiaal        | 182107     | Korne Sweers                                       | Elst                   | Nederland           |
|    | Olympiajol           | 651        | Wessel Kuik                                        | Oudewater              | Nederland           |
|    | Optimist A           | 2997       | Demi v/d Meer                                      | Grou                   | Nederland           |
|    | Optimist B           | 2968       | Bryan Westerink                                    | 't Harde               | Nederland           |
|    | Pampus Gold          | 413        | Robbert Noordanus, George in der Maur              | Huis ter Heide         | Nederland           |
|    | Pampus Silver        | 338        | Anton Hassing, Siberta Hassing                     | Giethoorn              | Nederland           |
|    | Randmeer Gold        | 939        | Geert Wijma, Anne-Jolly Wijma, Bob Weenink         | Heeg                   | Nederland           |
|    | Randmeer Silver      | 902        | Paul de Geus, Florine de Geus, Marijn de Geus      | Nederhorst den Berg    | Nederland           |
|    | Regenboog Gold       | 145        | Willem Nico Potma, Maarten Morsman, Frank Hettinga | Enschede               | Nederland           |
|    | Regenboog Silver     | 88         | Lucas Bouma, Ids Hospes, Wiebrand de Boer          | Sneek                  | Nederland           |
|    | Sailhorse            | 2595       | Hans Keulen, Arjen Lanjouw                         | Koudum                 | Nederland           |
|    | Schakel Gold         | 2556       | Ronald Damen, Paul Dijkstra                        | Eemnes                 | Nederland           |
|    | Schakel Silver       | 2607       | Geart-Jacob de Jong, Emma de Jong                  | Akkrum                 | Nederland           |
|    | Spanker              | 959        | Rainier Boerdijk, Tjard Meursing                   | Folsgare               | Nederland           |
|    | Splash A             | 2374       | Bob de Vries, Sven Kramer                          | Fryslân                | Nederland           |
|    | Splash B             | 1957       | Robin Berendschot                                  | Gouda                  | Nederland           |
|    | Top                  | 356        | Anton Lingbeek, Jasper v/d Veen                    | Amsterdam              | Nederland           |
|    | Valk A               | 45         | Menno Huisman, Marcel v/d Kooi                     | Anna Paulowna          | Nederland           |
|    | Valk B               | 838        | Herman Bijl, Jurjen Blokzijl, Jan van den Broek    | Hoofddorp              | Nederland           |
|    | Vaurien              | 36066      | Henk Elard de Vries, Daan Stoel                    | Sneek                  | Nederland           |
|    | Vrijheidklasse       | 419        | Anne Halma, Jelmer Wijma                           | Nanjing                | China               |
|    | Wayfarer             | 10614      | Brian Lamb, Tony Hunt                              | Coxheath               | Verenigd Koninkrijk |
|    | Yngling              | 356        | Hidde Jan Haven, Don van Arem, Miguel Karsters     | Den Haag               | Nederland           |

## Boot van het Jaar
De Simmerwille uit Joure werd verkozen tot Boot van het Jaar 2011. Het schip kwam in 1916 in de vaart en is momenteel als rondvaartschip in gebruik. Hiervoor deed het schip dienst als evangelisatieboot. Het feit dat het schip 40 jaar geleden in handen is gekomen van de huidige eigenaars, het feit dat deze eigenaars hiermee de rondvaarten verzorgen door Sneek en omgeving en hiermee een plaats hebben verworven binnen de cultuurhistorische geschiedenis van Sneek en het feit dat het schip sinds vele jaren meevaart in de vlootschouw heeft bijgedragen aan de benoeming. De wimpel en oorkonde werden tijdens de opening van de Sneekweek overhandigd.

## Panschipper
In verband met afwezigheid van burgemeester Hayo Apotheker, reikte locoburgemeester Maarten Offinga dit jaar de versierselen van de Panschipper uit. Evert van der Sluis werd met deze eer belast en trad daarbij toe tot de Orde van Schippers in de Sneker Pan. Van der Sluis kreeg deze eervolle functie vanwege zijn inzet bij verschillende evenementen, waaronder de Sneekweek. Als stille kracht is hij achter de schermen zeer betrokken bij de Sneekweek.

## Evenementen
De opening van de Sneekweek vond op 5 augustus vanaf 22.00 uur plaats in De Kolk en bestond onder meer uit een vlootschouw door de grachten van Sneek. De vlootschouw werd afgesloten met een groot vuurwerk boven Sneek. In het centrum van de stad staan naast de kermis op verschillende pleinen en straten podia. Deze podia stonden in 2011 op:
- Wijde Noorderhorne - Sneekweekplein
- Stadhuistuin
- Marktstraat
- Kruizebroederstraat
- 1e Oosterkade - woensdag: Blauhúster Dakkapel
- Bothniakade
- Schaapmarktplein - dance
- Vismarkt - Nederlandstalig
- Kleine Kerkstraat - house

### Roze Maandag
De maandag van de Sneekweek werd in 2011 uitgeroepen tot Roze Maandag. Deze dag was bedoeld als dag voor de aandacht van homo-emancipatie en volgt op eerdere initiatieven tijdens bijvoorbeeld de Nijmeegse Vierdaagse en de Tilburgse kermis. Initiatiefneemster van deze dag was de uit Sneek afkomstige RTL 4-presentatrice Manon Thomas.

## Vervoer
Naast de Sneekermeerbus reden dit jaar voor het eerst speciale shuttlebussen rondom het centrum van Sneek. Deze busdienst was een proef, vanaf 2012 gaan de bussen een vast onderdeel van het Sneker straatbeeld vormen.

## Televisieregistratie
De Sneekweek werd dit jaar door verschillende radio- en televisiezenders verslagen. Onder meer in Shownieuws van SBS6 was dagelijks de rubriek Sneekweek Update te zien. De presentatie was in handen van Piet Paulusma en Evelien de Bruijn.

## Incidenten
De politie keek met een goed gevoel terug op de Sneekweek 2011. Men hield in totaal 44 mensen aan, voornamelijk voor kleine vergrijpen. Er werden 108 bekeuringen uitgeschreven, voornamelijk voor wildplassen. Op Hardzeildag  moest de politie in actie komen om 93 mensen van een vastgelopen partyschip te evacueren, hierbij kreeg men hulp van de pont van het Kolmeersland. Het slechte weer zorgde ook voor meldingen vanaf De Kûfurd, waar drie Duitsers de macht over hun schip waren verloren.
1934 · 1935 · 1936 · 1937 · 1938 · 1939 · 1940 · 1941 · 1942 · 1943 · 1944 · 1945 · 1946 · 1947 · 1948 · 1949 · 1950 · 1951 · 1952 · 1953 · 1954 · 1955 · 1956 · 1957 · 1958 · 1959 · 1960 · 1961 · 1962 · 1963 · 1964 · 1965 · 1966 · 1967 · 1968 · 1969 · 1970 · 1971 · 1972 · 1973 · 1974 · 1975 · 1976 · 1977 · 1978 · 1979 · 1980 · 1981 · 1982 · 1983 · 1984 · 1985 · 1986 · 1987 · 1988 · 1989 · 1990 · 1991 · 1992 · 1993 · 1994 · 1995 · 1996 · 1997 · 1998 · 1999 · 2000 · 2001 · 2002 · 2003 · 2004 · 2005 · 2006 · 2007 · 2008 · 2009 · 2010 · 2011 · 2012 · 2013 · 2014 · 2015